# یواس‌اس فیوشا (۱۸۶۳)
یواس‌اس فیوشا (۱۸۶۳) (به انگلیسی: USS Fuchsia (1863)) یک کشتی بود که طول آن ۹۸ فوت ۳ اینچ (۲۹٫۹۵ متر) بود. این کشتی در سال ۱۸۶۳ ساخته شد.